# Anastomopteryx
Anastomopteryx là một chi bướm đêm thuộc họ Gelechiidae.